# Ендре Ердош
Ендре Ердош (угор. André Erdős; 1941, Алжир) — угорський дипломат. Постійний представник Угорщини при Організації Об'єднаних Націй (1990—1994 та 1997—2002).

## Життєпис
Народився у 1941 році в Алжирі. Закінчив Московський державний інститут міжнародних відносин (МДІМО) і Будапештську школу політичних наук.
З 1965 року на дипломатичній службі в Міністерстві закордонних справ Угорщини, де працював у Департаменті арабських країн та Департаменту Азії. У 1968—1972 роках був призначений на посаду аташе посольства Угорщини в Марокко. У цей і наступні роки він брав участь у великій кількості державних і дипломатичних візитів до Європи, Африки та Азії.
Повернувшись із Марокко, став співробітником Департаменту у справах Наради з безпеки та співробітництва в Європі (НБСЄ). Він був членом угорських делегацій, які брали участь у засіданнях НБСЄ в Женеві з 1973 по 1975 рік, у Гельсінкі в 1975 році і в Белграді з 1977 по 1978 рік. Між 1978 і 1983 роками був співробітником Постійного представництва Угорщини при ООН в Нью-Йорку. У 1982 і 1983 роках був спеціальним помічником президента Угорщини на 37-й сесії Генеральної Асамблеї ООН. У 1984 році він був призначений головою кабінету міністрів і радником міністра закордонних справ Угорщини, на якій посаді він займав до 1986 року.
Того ж року отримав звання посла, він очолював угорську делегацію на наступній зустрічі НБСЄ у Відні з 1986 по 1989 рік та тих, хто брав участь в інших конференціях, пов'язаних з Гельсінським процесом. З 1989 по 1990 рік був генеральним директором Департаменту міжнародних організацій. У 1990 році він був призначений Постійним представником Угорщини при Організації Об'єднаних Націй в Нью-Йорку. У 1992 і 1993 роках він представляв Угорщину в Раді Безпеки ООН. Він був частиною делегації Ради Безпеки, яка відвідала Боснію і Герцеговину в 1993 році. У 1994 році він був обраний головою Комісії ООН з роззброєння.
У 1994 році став помічником державного секретаря закордонних справ, відповідальним за багатосторонні питання (ООН, ОБСЄ, НАТО, роззброєння, національні меншини, регіональне співробітництво в Центральній та Східній Європі). Він координував діяльність своєї країни під час головування Угорщини в ОБСЄ у 1995 році та очолював делегації ОБСЄ в Чечні, Карабаху, Хорватії та інших.
З 1995 по 1999 рік був членом Консультативного комітету Генерального секретаря ООН з питань роззброєння, головою якого був у 1998 році. У 1997 році він відновив свою посаду Постійного представника Угорщини при Організації Об'єднаних Націй в Нью-Йорку. Він був обраний головою Редакційного комітету Конференції 2000 р. ДНЯЗ, а в 2001 р. головою Першого комітету (роззброєння та міжнародна безпека) 56-ї сесії Генеральної Асамблеї ООН. Пан Ердош покинув Нью-Йорк у 2002 році і того ж року був призначений послом Угорщини у Франції, яку він обіймав до кінця 2006 року. З 2003 по 2004 рік він був членом Групи високого рівня Секретаря. Генерал Організації Об'єднаних Націй про громадянське суспільство.
З 2007 по 2009 рік він був членом Ради з питань зовнішньої політики та безпеки прем'єр-міністра Угорщини. Він є почесним професором Інституту аспірантури міжнародних та дипломатичних досліджень Університету Корвіна у Будапешті, де читає курси з багатосторонньої дипломатії, ООН, Європейського Союзу та НАТО. Він є старшим радником Міжнародного центру демократичного переходу (ICDT) у Будапешті.
З 2019 року — Почесний консул Киргизької Республіки в Угорщині.